# جزيرة باففين (للنغد)
باففين ايسلند (للنغد) (بالإنجليزية: Puffin Island (Anglesey))‏ هي جزيرة تقع في المملكة المتحدة في أنغلزي. جزيرة نائية.